# Aglaja tricolorata
Aglaja tricolorata is een slakkensoort uit de familie van de Aglajidae. De wetenschappelijke naam van de soort is voor het eerst geldig gepubliceerd in 1807 door Renier.